# Перес де Гусман-и-Кастилья, Энрике
Дон Энрике Перес де Гусман-и-де Кастилья (исп. Enrique Pérez de Guzmán y Castilla; 20 февраля 1371 — 31 октября 1436) — испанский дворянин и военный деятель периода Реконкисты, 2-й граф де Ньебла и 5-й сеньор де Санлукар-де-Баррамеда (1396—1436).

## Биография
Отец — Хуан Алонсо Перес де Гусман-и-Осорио (1342—1396), 4-й сеньор де Санлукар-де-Баррамеда (1351—1396) и 1-й граф де Ньебла (ок. 1369—1396)
Мать — Беатрис де Кастилья Понсе де Леон (ум. 1409), сеньора де Ньебла, внебрачная дочь короля Кастилии Энрике II (1334—1379) и Беатрис Понсе де Леон.
В октябре 1396 года после смерти своего отца Энрике унаследовал титул и владения графов де Ньебла.
Осенью 1436 года Энрике Перес де Гусман, граф де Ньебла, возглавил кастильское войско во время седьмого похода на крепость Гибралтар, принадлежавшую маврам. 31 октября граф утонул во время неудачной осады.

## Жены и дети
24 ноября 1391 года он первым браком женился на Терезе Суарес де Фигероа-и-Ороско (ум. 1436), сеньоре де Эскамилья-и-Санта-Олалья, дочери Лоренцо Суареса де Фигероа (1345—1409), магистра Ордена Сантьяго (1387—1409), и Марии де Ороско.
Дети от первого брака:
- Хуан Алонсо Перес де Гусман-и-Суарес де Фигероа (ок. 1410 — 1468), 3-й граф де Ньебла (с 1436) и 1-й герцог Медина-Сидония (с 1445)
- Мария Тереза де Гусман, муж — Энрике Энрикес де Мендоза, 1-й граф Альба-де-Листе

5 марта 1405 года вторично женился на Иоланде Мартинес-де-Арагон (ум. 1428), внебрачной дочери короля Сицилии Мартина I (1374—1409) и его любовницы Агаты де Пеше. Брак был бездетен и аннулирован.
В 1428 году в третий раз женился на Изабелле де Москуэра, дочери Ариаса де Москоко-и-Фигероа, сеньора де ла вилла де Торральба, командора Гуадальканаля в Ордене Сантьяго, и Терезы Нуньеса де Абреу, дочери Альваро Родригеса де Абреу Эль Мозо и Марии Гонсалес Мессия.
Дети от третьего брака:
- Алонсо Перес де Гусман, сеньор де ла вилла де Торральба

В результате внебрачной связи у него также была дочь:
- Мария Беатрис де Гусман, муж — Диего Энрикес де Норонья-и-Кастилья, внебрачный сын графа Альфонса Энрикеса Кастильского (1355—1395) и внук короля Кастилии Энрике II.